# Aubert-Achille-Jules Frère
Aubert-Achille-Jules Frère, francoski general, * 21. avgust 1881, Grévillers, Francija, † 13. junij 1944, Koncentracijsko taborišče Natzweiller-Struthof, Francija. 